# Ilhota Guajaba

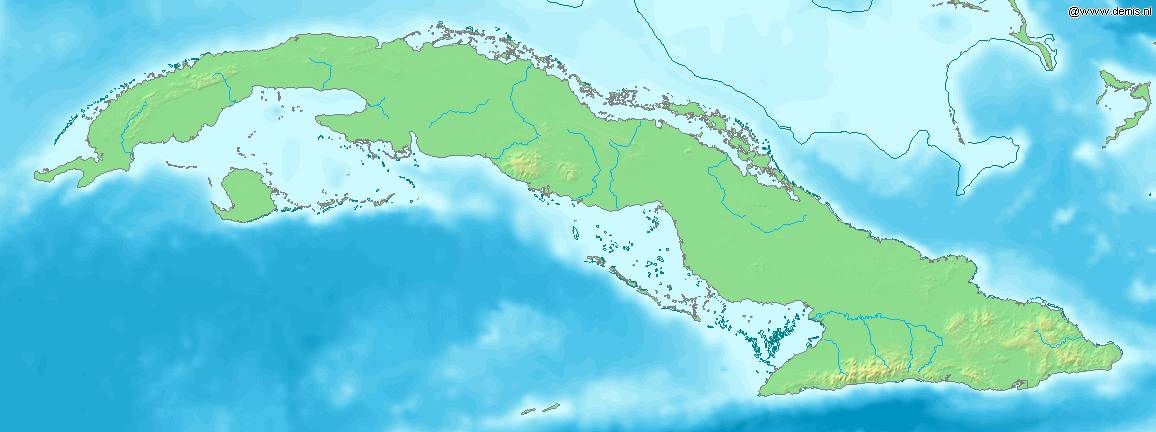
Mapa de cuba

Ilhota Guajaba é uma ilhota da costa nordeste de Cuba, que administrativamente pertence a província de Camagüey que possui 107 km² de superfície aproximadamente.
É parte do  Arquipélago dos Jardines do Rei. Se encontra ao oeste de Cayo Sabinal, ao leste da Ilha Romana, ao norte da Baía de Gloria e bordeado pelo Oceano Atlântico.
A ilha faz parte da municipalidade de Sierra de Cubitas.